# Synagoga w Sandomierzu
Synagoga w Sandomierzu – znajduje się na ul. Żydowskiej 4 w Sandomierzu, w zachodniej części Starego Miasta i przylega do murów miejskich.

## Historia
Zbudowana w roku 1768 w miejscu wcześniejszej (wzmiankowanej już w 1418), być może równie starej jak na krakowskim Kazimierzu (gmina żydowska otrzymała od króla Kazimierza Wielkiego przywilej opieki królewskiej równocześnie z Kazimierzem). Zbudowana z cegły w stylu barokowym, w XIX wieku dostawiono do niej dom gminy żydowskiej (kahał). W latach 1872, 1911 i 1929 przeprowadzono remonty. Synagoga została zdewastowana w czasie II wojny światowej przez okupantów niemieckich. Po remoncie w latach 70. przeznaczona została na Archiwum Państwowe, które gromadzi w swoich zbiorach akta Sandomierza od XVI wieku oraz archiwalia z terenu byłego woj. tarnobrzeskiego z XIX w..

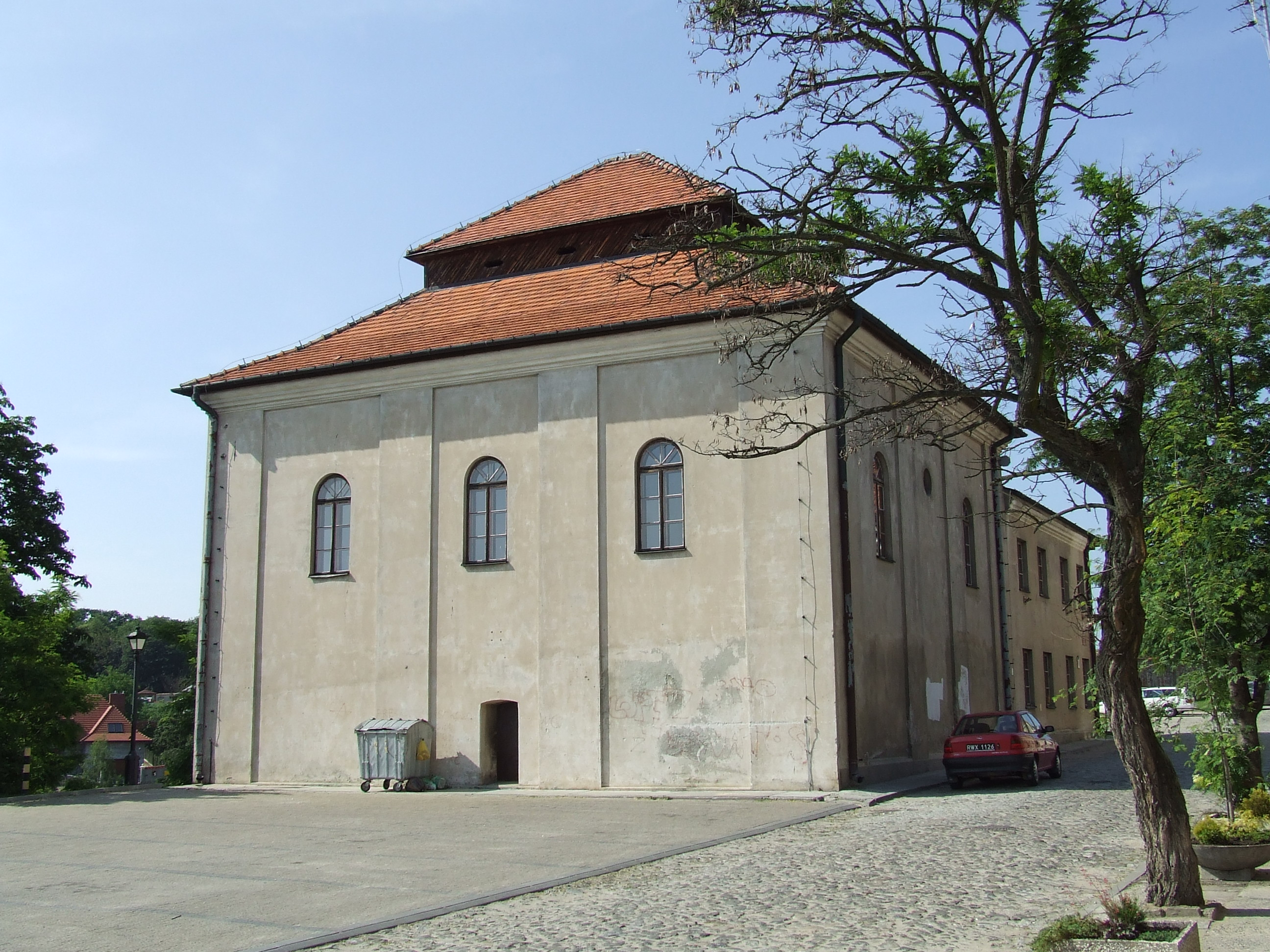
Synagoga w Sandomierzu (2006)

## Architektura
Budynek synagogi wzniesiony został na skraju wąwozu z cegły na planie zbliżonym do kwadratu w stylu późnobarokowym, w obrębie średniowiecznych murów miejskich. Sala modlitewna posiada sklepienie krzyżowo-kolebkowe z lunetami, a w każdej ścianie znajdują się po 3 okna. Początkowo składała się tylko z sali dla mężczyzn i prawdopodobnie dopiero na przełomie XIX/XX w. dobudowano do niej sień i babiniec. Przekryto je odrębnymi dachami. Ściany bryły głównej podzielone są z zewnątrz szerokimi lizenami, każda na trzy pola. Między lizenami umieszczono wysoko półkoliście prosklepione okna, po trzy w ścianach północnej, południowej i zachodniej a w ścianie wschodniej dwa z małym okulusem między nimi. Pokryty jest dachem namiotowym, łamanym, dwukondygnacyjnym, tzw. dach krakowski.
Sala główna o wymiarach 11,60 × 10,30 m i wysokości 9,40 m z wejściem do sali po paru stopniach w dół usytuowanym w ostatnim od zachodu przęśle ściany północnej. Przekrywa ją sklepienie żaglaste z dwunastoma lunetami.
Aron ha-kodesz poprzedzony siedmioma kamiennymi stopniami z wysokimi postumentami po obu stronach na świeczniki. Wnęka obramiona przez dwie kolumny niosące belkowanie z napisem hebrajskim, a nad nim uskrzydlone błogosławiące dłonie. Powyżej Tablice Przykazań zwieńczone trójkątnym, łamanym tympanonem.
Bima była drewnianą ośmioboczną altaną otoczoną balustradą z tralek. Jaj narożne, spiralnie skręcone słupki połączone były w górnej części arkadami wyciętymi z desek. Słupki i szczyty arkad zakończone były gałkami ze szpikulcami. 
We wnętrzu zachowały się polichromie z XVIII–XIX w., na początku XX w. przemalowane. Najprawdopodobniej najstarszy kawałek polichromii z XVIII w. zachował się na środkowym przęśle ściany wschodniej. Obrazy przedstawiają: Mojżesza nad Nilem, budowę Jerozolimy, mogiłę Judyty, Ścianę Płaczu, Świątynię, mogiłę Szymona Bar Jochaja, Jezioro Tyberiadzkie, Górę Synaj i ofiarę Jakuba. Dodatkowo zachowały się znaki zodiaku i kaligrafie hebrajskie.
Do sali modlitw z kahału wejście prowadzi przez gotycki portal z XIV/XV w. pochodzący z sandomierskiego zamku, wysadzonego przez Szwedów w 1656, z którego ocalało tylko skrzydło zachodnie.
Synagoga wraz z kahałem wpisana jest do rejestru zabytków województwa świętokrzyskiego.